# NGC 1013
NGC 1013 je galaksija u zviježđu Kit.

## Vanjske poveznice
- SEDS: NGC 1013